# Jesús Pobre
Jesús Pobre és una entitat local menor del municipi valencià de Dénia (Marina Alta). Es troba a 110 m d'altura al vessant sud del Montgó, a 8 km de Xàbia i a 10 de Dénia. El poble més pròxim és Gata de Gorgos a 2 km. Actualment té uns 1018 habitants.
El nom de Jesús Pobre és degut a la imatge que es guarda en l'església. Abans havia tingut el nom de Benissa de Vi, nom que presumiblement prové d'una alqueria musulmana del mateix nom. El Gran Riurau és conegut com "del senyoret", ja que rep el nom de Gran Riurau del Senyor de Benissadeví, que és el senyoriu històric que donava nom a la població. Durant la Guerra Civil es rebatejà el poble com Mongòlia.
Com a edificis més importants destaquen l'església de Jesús Pobre (segle xvii), el convent de franciscans annex a l'església (segle xviii), tres molins situats en el tossal del mateix nom (segle xviii) i les alqueries de Colomer i Ferrando (segles xvi i xvii respectivament). La fundació del poble actual és deguda al Pare Pere, franciscà que visqué per la zona i funda l'església o ermitori.

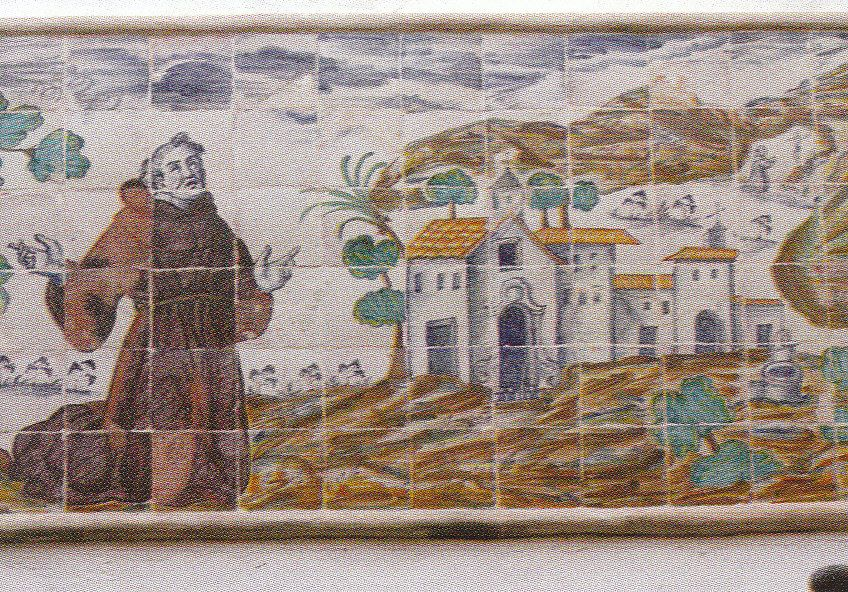
Mosaic del franciscà Pare Pere

## L'hospici-convent de Jesús Pobre

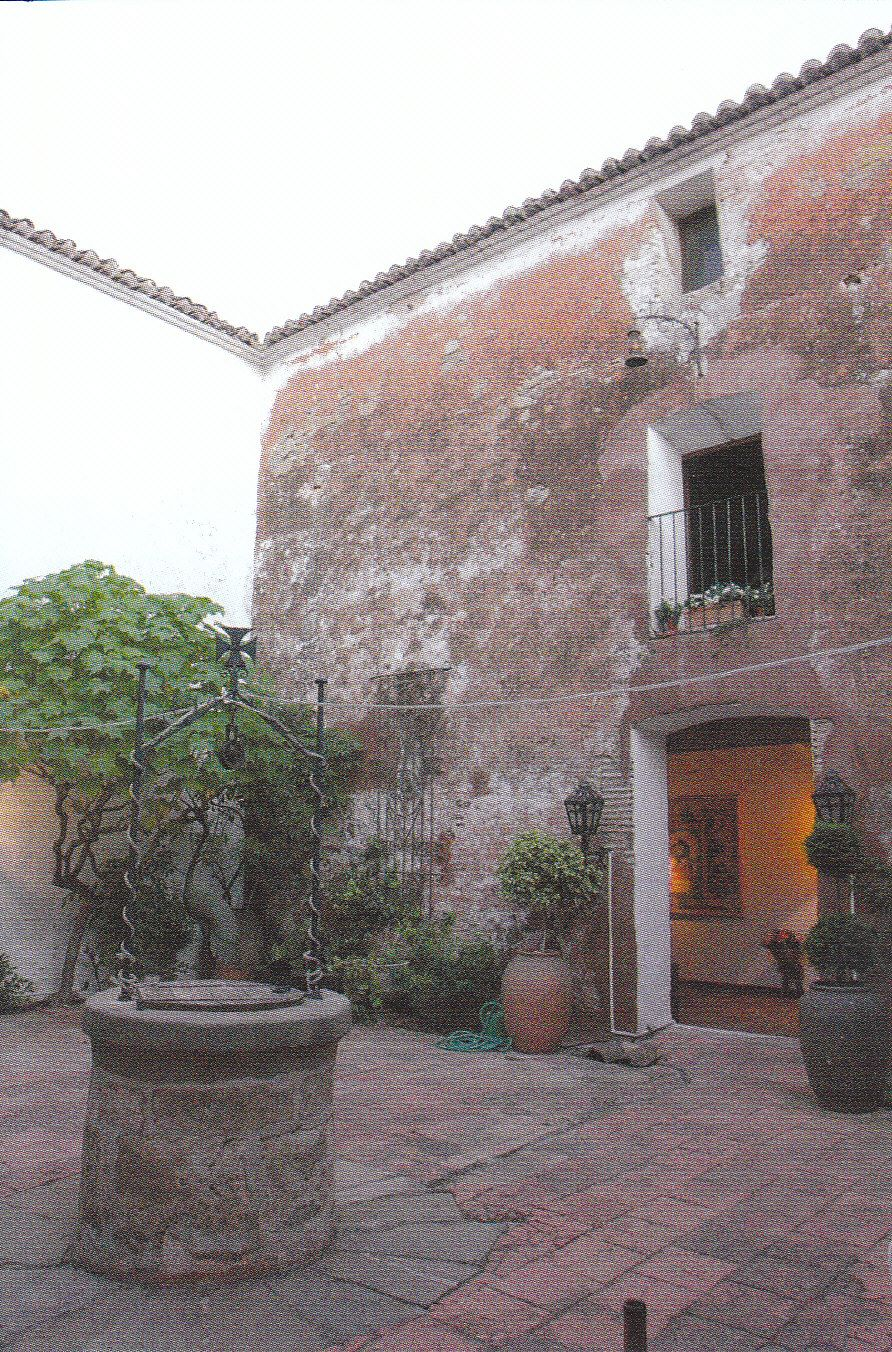
Pati del convent de Jesús Pobre

Emplaçat al nucli urbà de Jesús Pobre, és un conjunt format pel temple, actual església i parròquia, l'edifici que allotja les dependències conventuals i un entorn en el qual destaquen la casa del senyoret, que tanca la plaça així com l'hort del convent, circumdat per un mur de tanca que l'envolta.
L'hospici de Jesús Pobre, d'orde franciscà, fou fundat cap al 1642 per Fra Pere Esteve, conegut com el Pare Pere, important personatge en els temps de Felip IV de Castella. La seua fundació compta amb un vincle de la trajectòria vital del religiós de Dénia (1582-1658). Aquest franciscà descobrí una imatge de Jesús jacent en el sepulcre, a la qual dedicà un altar en la coveta on vivia, al vessant del Montgó. Al Pare Pere li devem el nom de Jesús Pobre.
L'església es construeix al tercer quart del segle xvii; així ho atesten les inscripcions existents en les claus dels arcs de reforç de la volta de canó del temple, amb les dates de 1660 i 1668. És un magnífic exemple d'arquitectura conventual franciscana. L'ordre, aleshores, comptava amb destacats arquitectes que dissenyaven les traces i dirigien les obres dels nombrosos complexos monàstics que erigia.
L'actual edifici del convent es construeix al darrer quart del segle xviii. A l'interior destaquen el pati regular amb pou central i les galeries de circulació perimetrals, el claustre. La data que hi ha esculpida sobre la llinda del portal principal, 1789, ens indica, probablement, l'any en què aquestes obres concloïen. Davall d'aquesta data, el testimoni gràfic d'un taulellet ceràmic molt deteriorat atesta el nom de qui sufragà les despeses d'aquesta construcció: A EXPENSAS DE M. PEDRO JUAN PLA Y BELDA de Agullent.
Després de la desamortització i exclaustració de l'ordre, el convent passà a mans privades. Malgrat les circumstàncies que envolten el seu procés de deteriorament, el convent encara conserva, a més de bona part de la seua arquitectura, vestigis importants dels panells ceràmics que ornaven algunes estances i l'interior de les galeries del claustre.
En l'actualitat, els plafons ceràmics, intensament restaurats, han estat emplaçats al claustre baix i al pati. Un representa al Pare Pere agenollat davant la imatge de Jesús Pobre En un altre, el franciscà amb els braços oberts front el seu convent i, en una segona escena, a Fra Pere pregant a Déu en el Montgó.

## Medi ambient

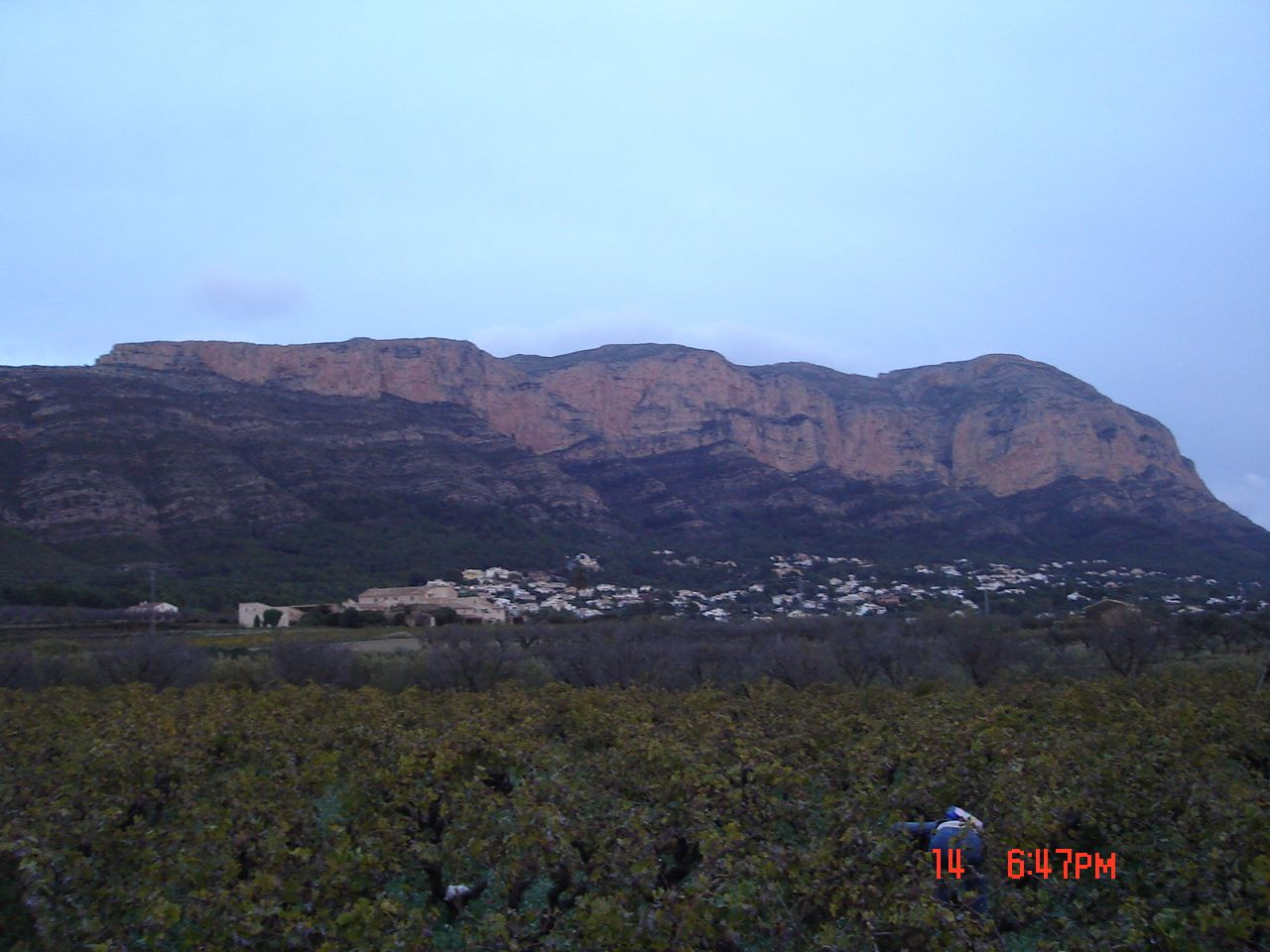
Una vista del Montgó des de Jesús Pobre

El parc natural del Montgó ha patit incendis anuals des d'abril de 1987. La calcinació del parc natural del Montgó es consumà en juny de 1996 amb un altre important incendi que arrasà 180 ha de pinar en el vessant de Jesús Pobre.

## Economia
L'agricultura de Jesús Pobre, segons dades d'un testimoni oral, era de secà. La part de les Valls estava en mans dels senyorets, les famílies riques del poble, que tenien el 90 per cent de les terres; posseïen les terres més productives i conreaven la vinya que donava el raïm de moscatell amb el que es feia la pansa. La part de la muntanya —que era penya principalment— pertanyia a les famílies amb menys recursos i estava plantada de garrofers, ametlers i oliveres. En els masos més bons del terreny es plantaven també ceps i es feia horta de secà. Tenien alguna llimera per a autoconsum.

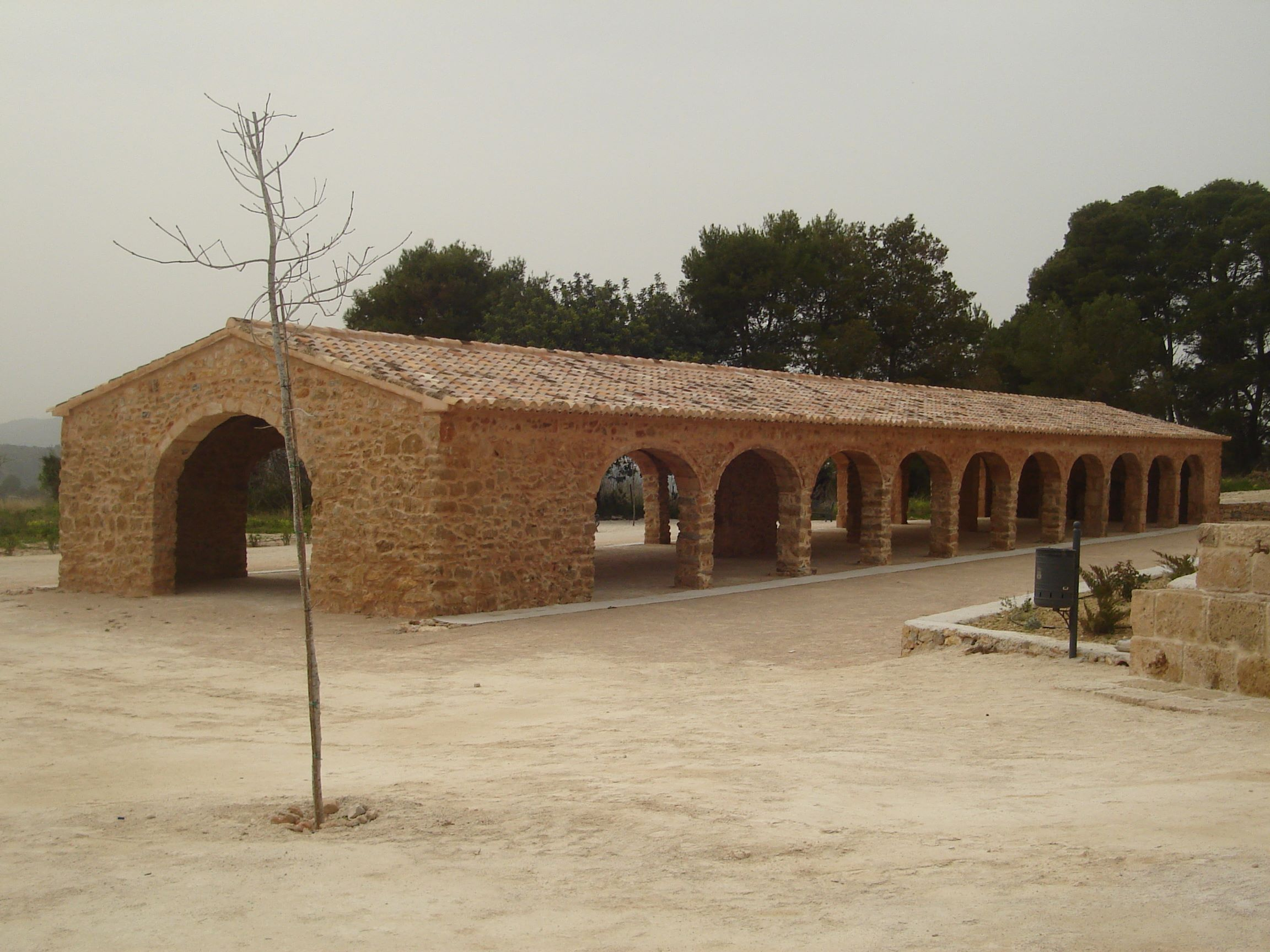
El riurau de Jesús Pobre restaurat recentment

## Festes a Jesús Pobre
- Gener: Cavalcada dels tres reis d'orient el dia 5 de gener. Els tres reis participen en la cavalcada arribant a la plaça del poble, des d'on reparteixen els regals.

- Maig-Juny: Les festes patronals en honor de Jesús Pobre se celebren per la Pasqua Granà, per Pentecostes, és a dir, 50 dies després de Pasqua. En elles es barregen tant els actes religiosos com lúdics. Entre els actes més destacats estan la processó a Jesús Pobre, els bous al carrer, focs d'artifici, sopars populars i revetles.

- Juliol-Agost: Durant aquests mesos, tots els dissabtes a la nit, en el poliesportiu de Jesús Pobre, hi ha cinema a la fresca on podem gaudir de pel·lícules amb la frescor de la nit. Mentrestant els festers ofereixen menjars i begudes.

- Agost: Festes en honor del primer poeta valencià d'origen àrab, Ben al-Labbana, que va donar el nom històric a la població: Benissadeví = Ben Isa al Danï. Les festes en honor del poeta tenen en el seu eix central la representació de la cantata «El fill de la lletera», i acaben el Dia Gran amb l'escaldà. A partir del 2011, els rituals de l'escaldà conclouen amb la ballada de les Danses, recuperades el 12 de febrer 2011, època de la florida dels ametlers, en la festa del IV aniversari de Riuraus Vius.

- Octubre: Les festes del Cabrerot se celebren al voltant del 9 d'octubre. El cabrerot és el raïm que queda sense collir a la vinya després de la verema. En aquestes festes podem gaudir de sopars populars, paelles i revetles